# Синхронне плавання на Чемпіонаті світу з водних видів спорту 1975
Змагання з синхронного плавання на Чемпіонаті світу з водних видів спорту 1975 відбулися в Калі (Колумбія).

## Таблиця медалей
| Місце              | Країна             | Золото | Срібло | Бронза | Загалом |
| ------------------ | ------------------ | ------ | ------ | ------ | ------- |
| 1                  | США (USA)          | 3      | 0      | 0      | 3       |
| 2                  | Канада (CAN)       | 0      | 3      | 0      | 3       |
| 3                  | Японія (JPN)       | 0      | 0      | 3      | 3       |
| Загалом (3 збірні) | Загалом (3 збірні) | 3      | 3      | 3      | 9       |

## Медальний залік
| Дисципліна | Золото                                         | Срібло                                       | Бронза                                               |
| Соло       | Ґейл Джонсон (USA) 133.083                     | Сільві Фортьє (CAN) 130.866                  | Ясуко Унедзакі (JPN) 126.616                         |
| Дует       | Робін Каррен (USA) Аманда Норріш (USA) 129.433 | Керол Стюарт (CAN) Лора Вілкін (CAN) 127.733 | Масако Фудзівара (JPN) Ясуко Фудзівара (JPN) 126.099 |
| Група      | США (USA) 128.812                              | Канада (CAN) 125.129                         | Японія (JPN) 123.691                                 |